# Domenico Cecchini
Pour les articles homonymes, voir Cecchini.
Domenico Cecchini (né en 1589 à Rome, capitale de l'Italie, alors dans les États pontificaux, et mort le 1er mai 1656 à Rome) est un cardinal italien du XVIIe siècle.

## Biographie
Cecchini étudie à l'université de Pérouse. Il exerce des fonctions au sein de la Curie romaine, notamment comme auditeur du camerlingue de la Sainte Église, neveu du pape Grégoire XV, à la basilique Saint-Pierre, au tribunal suprême de la Signature apostolique et à l'inquisition.
Le pape Innocent X le crée cardinal in pectore lors du consistoire du 14 novembre 1644. Sa création est publiée le 6 mars 1645. Il tombe en disgrâce par sa confrontation avec la puissante donna Olimpia Maidalchini.
Le cardinal Cecchini participe au conclave de 1655, lors duquel Alexandre VII est élu.

## Sources
- Fiche du cardinal sur le site fiu.edu